# Diệp Thế Vinh
Diệp Thế Vinh là đạo diễn hình ảnh người Việt Nam, ông từng giành giải Quay phim xuất sắc tại Giải Cánh diều 2021 với bộ phim Bố già.

## Tiểu sử
Sau khi tốt nghiệp, Diệp Thế Vinh nghỉ ngơi 1 năm rồi gia nhập công ty HKFilm của đạo diễn, nhà sản xuất Trinh Hoan.
Tính đến năm 2024, Diệp Thế Vinh đã tham gia đạo diễn hình ảnh cho 7 bộ phim điện ảnh có doanh thư trên 100 tỉ đồng. Bộ phim điện ảnh thứ 11 trong sự nghiệp của Nguyễn Quang Dũng, Yêu nhầm bạn thân sản xuất năm 2025 với Diệp Thế Vinh là đồng đạo diễn, đánh dấu lần hợp tác thứ 10 của hai người.

## Sự nghiệp
| Năm  | Tựa đề                  | Đạo diễn           | Vai trò                             | Chú thích      |
| ---- | ----------------------- | ------------------ | ----------------------------------- | -------------- |
| 2009 | Nụ hôn thần chết        | Nguyễn Quang Dũng  | Phụ quay                            |                |
| 2010 | Giải cứu thần chết      | Nguyễn Quang Dũng  | Phụ quay                            |                |
| 2013 | Mỹ nhân kế              | Nguyễn Quang Dũng  | Phụ quay                            |                |
| 2013 | Bay vào cõi mộng        | Nguyễn Phương Điền | Đạo diễn hình ảnh (quay phim chính) |                |
| 2015 | Em là bà nội của anh    | Phan Gia Nhật Linh | Đạo diễn hình ảnh (quay phim chính) |                |
| 2015 | Siêu nhân X             | Nguyễn Quang Dũng  | Đạo diễn hình ảnh (quay phim chính) | với Trinh Hoan |
| 2016 | Tấm Cám: Chuyện chưa kể | Ngô Thanh Vân      | Đạo diễn hình ảnh (quay phim chính) |                |
| 2016 | Nắng                    | Đồng Đăng Giao     | Đạo diễn hình ảnh (quay phim chính) |                |
| 2017 | Dạ cổ hoài lang         | Nguyễn Quang Dũng  | Đạo diễn hình ảnh (quay phim chính) |                |
| 2017 | The Manicurist          | Andy Nguyen        | Đạo diễn hình ảnh (quay phim chính) | Phim ngắn      |
| 2017 | Trần Hàm                |                    | Đạo diễn hình ảnh (quay phim chính) |                |
| 2017 | Cô gái đến từ hôm qua   | Phan Gia Nhật Linh | Đạo diễn hình ảnh (quay phim chính) |                |
| 2017 | Em chưa mười tám        | Lê Thanh Sơn       | Đạo diễn hình ảnh (quay phim chính) |                |
| 2018 | Yêu em bất chấp         | Văn Công Viễn      | Đạo diễn hình ảnh (quay phim chính) |                |
| 2018 | Tháng năm rực rỡ        | Nguyễn Quang Dũng  | Đạo diễn hình ảnh (quay phim chính) |                |
| 2018 | Cỏ bốn lá               | Jun Phạm           | Đạo diễn hình ảnh (quay phim chính) | MV             |
| 2019 | Nắng 2                  | Đồng Đăng Giao     | Đạo diễn hình ảnh (quay phim chính) |                |
| 2020 | Tiệc trăng máu          | Nguyễn Quang Dũng  | Đạo diễn hình ảnh (quay phim chính) |                |
| 2021 | Bố già                  | Trấn Thành         | Đạo diễn hình ảnh (quay phim chính) |                |
| 2021 | Trạng Tí phiêu lưu ký   | Phan Gia Nhật Linh | Đạo diễn hình ảnh (quay phim chính) |                |
| 2022 | Three (Quá sớm để chết) | Phan Minh          | Đạo diễn hình ảnh (quay phim chính) |                |
| 2023 | Đất rừng phương Nam     | Nguyễn Quang Dũng  | Đạo diễn hình ảnh (quay phim chính) |                |
| 2024 | Mai                     | Trấn Thành         | Đạo diễn hình ảnh (quay phim chính) |                |
| 2025 | Yêu nhầm bạn thân       | Nguyễn Quang Dũng  | Đồng đạo diễn                       |                |

## Giải thưởng
| Năm  | Giải thưởng         | Hạng mục Phim điện ảnh | Tác phẩm              | Kết quả   | Chú thích |
| ---- | ------------------- | ---------------------- | --------------------- | --------- | --------- |
| 2021 | Ngôi Sao Xanh       | Sáng tạo xuất sắc      | Trạng Tí phiêu lưu ký | Đoạt giải | [ 4 ]     |
| 2021 | Giải Cánh diều 2020 | Quay phim xuất sắc     | Bố già                | Đoạt giải | [ 1 ]     |